# Journée mondiale d'Al-Quds
Pour les articles homonymes, voir Al-Qods.
Ne doit pas être confondu avec Journée internationale de solidarité avec le peuple palestinien.

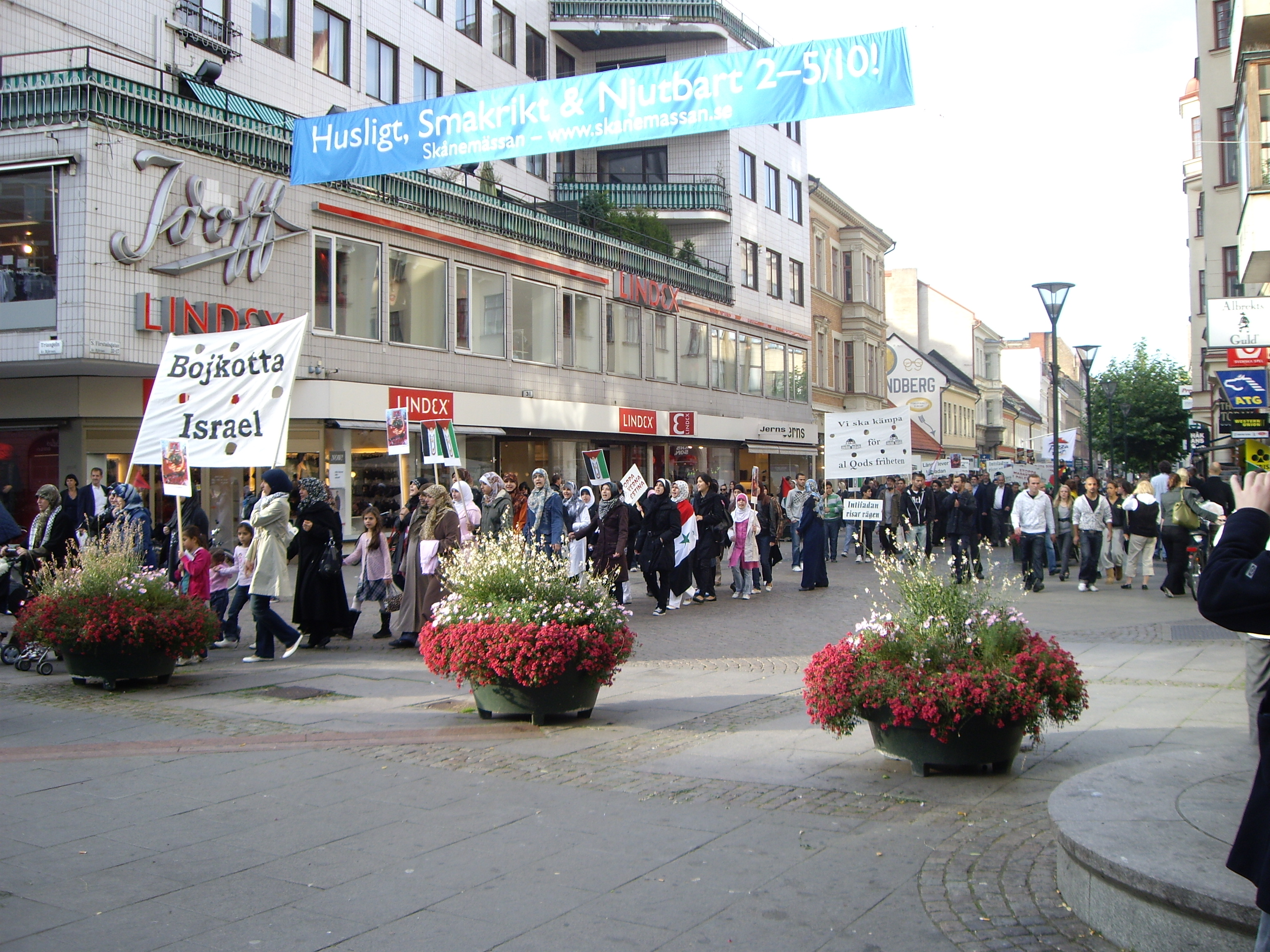
Manifestation pour la Journée mondiale d'Al-Quds à Malmö (Suède), 27 septembre 2008

La Journée mondiale d’Al-Quds (Rooz-e jahaany-e Qods en persan : روز جهانی قدس) est un événement annuel destiné à protester contre le contrôle israélien sur Jérusalem (dont le nom arabe est Al-Quds : القـُدْس) et à exprimer la solidarité avec le peuple palestinien. Elle a été instaurée en 1979 par l’ayatollah Khomeini, fondateur de la république Islamique d’Iran, et se déroule le dernier vendredi du mois de ramadan.
En France, c'est le Parti des musulmans de France, qui, le premier, a organisé une manifestation de ce type en octobre 2007.
En septembre 2008, une manifestation prévue à Paris à l'appel du centre Zahra a été interdite pour risque de troubles à l'ordre public.

## Histoire
Le 7 août 1979, quelques mois après la victoire de la révolution islamique en Iran, l'ayatollah Khomeini a déclaré le dernier vendredi du mois de Ramadan de chaque année comme la Journée de Jérusalem, dans lequel les musulmans dans le monde entier s'uniraient en solidarité contre Israël et à l'appui de Palestiniens. Khomeiny a déclaré la libération de Jérusalem un devoir religieux à tous Musulmans. Ce jour il a déclaré:

« J’invite tous les musulmans à choisir le dernier vendredi du mois béni de Ramadan pour se rassembler et exprimer sa solidarité avec le peuple Palestinien, en apportant le soutien à ses droits légitimes. Pendant de nombreuses années, je me suis avertir les musulmans du danger posé par l'usurpateur d'Israël qui, aujourd'hui, a intensifié ses attaques sauvages contre les frères et sœurs palestiniens, et qui, dans le sud du Liban en particulier, est constamment bombarder des maisons palestiniennes dans l’espoir d'écraser la lutte palestinienne. J’appelle tous les musulmans du monde et tous les États islamiques à s’unir pour couper les mains du régime occupant d’Al-Qods et de ceux qui les protègent. Je demande à tous les musulmans du monde à sélectionner comme la Journée de Al-Qods le dernier vendredi du mois sacré du Ramadan - qui est lui-même une période à déterminer et peut également être le déterminant le sort du peuple palestinien - et à travers une cérémonie démontrant la solidarité des musulmans à l'échelle mondiale, annoncent leur soutien aux droits légitimes du peuple musulman. Je demande à Dieu Tout-Puissant pour la victoire des musulmans sur les infidèles. »

— Ayatollah Khomeini